# Komorowo (województwo dolnośląskie)
Komorowo – wieś w Polsce położona w województwie dolnośląskim, w powiecie trzebnickim, w gminie Trzebnica.

## Podział administracyjny
W latach 1975–1998 miejscowość administracyjnie należała do województwa wrocławskiego.